# Carabus famini
Carabus famini Géhin, 1885, è un raro coleottero carabide endemico della Sicilia.

## Distribuzione
È una specie endemica della Sicilia.

La sua distribuzione veniva limitata alla Sicilia occidentale (Bosco della Ficuzza e Rocca Busambra ) ma è stato rinvenuto anche nella Riserva naturale orientata Sughereta di Niscemi, nella Sicilia orientale.

## Conservazione
Un esemplare è attualmente conservato dal CEA presso il Museo di Storia Naturale di Niscemi .

## Sottospecie
- Carabus famini fezzanus [4]